# ایستگاه اوسترلیتس
ایستگاه دوسترلیتس (فرانسوی: Gare d'Austerlitz‎) یا گار دوسترلیتس یکی از شش ایستگاه راه‌آهن اصلی شهر پاریس، فرانسه است.
ایستگاه که در سال ۱۸۴۰ تاسیس شده به خط راه‌آهن پاریس-بوردو متصل است.

## نگارخانه

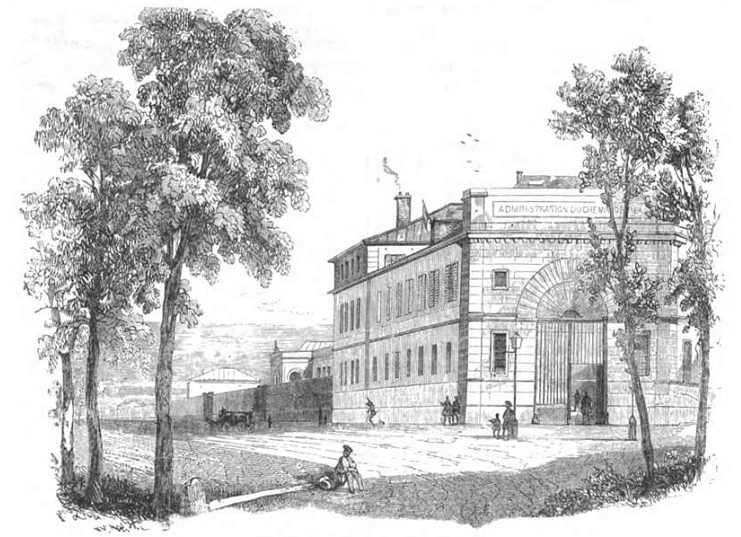
۱۸۴۳
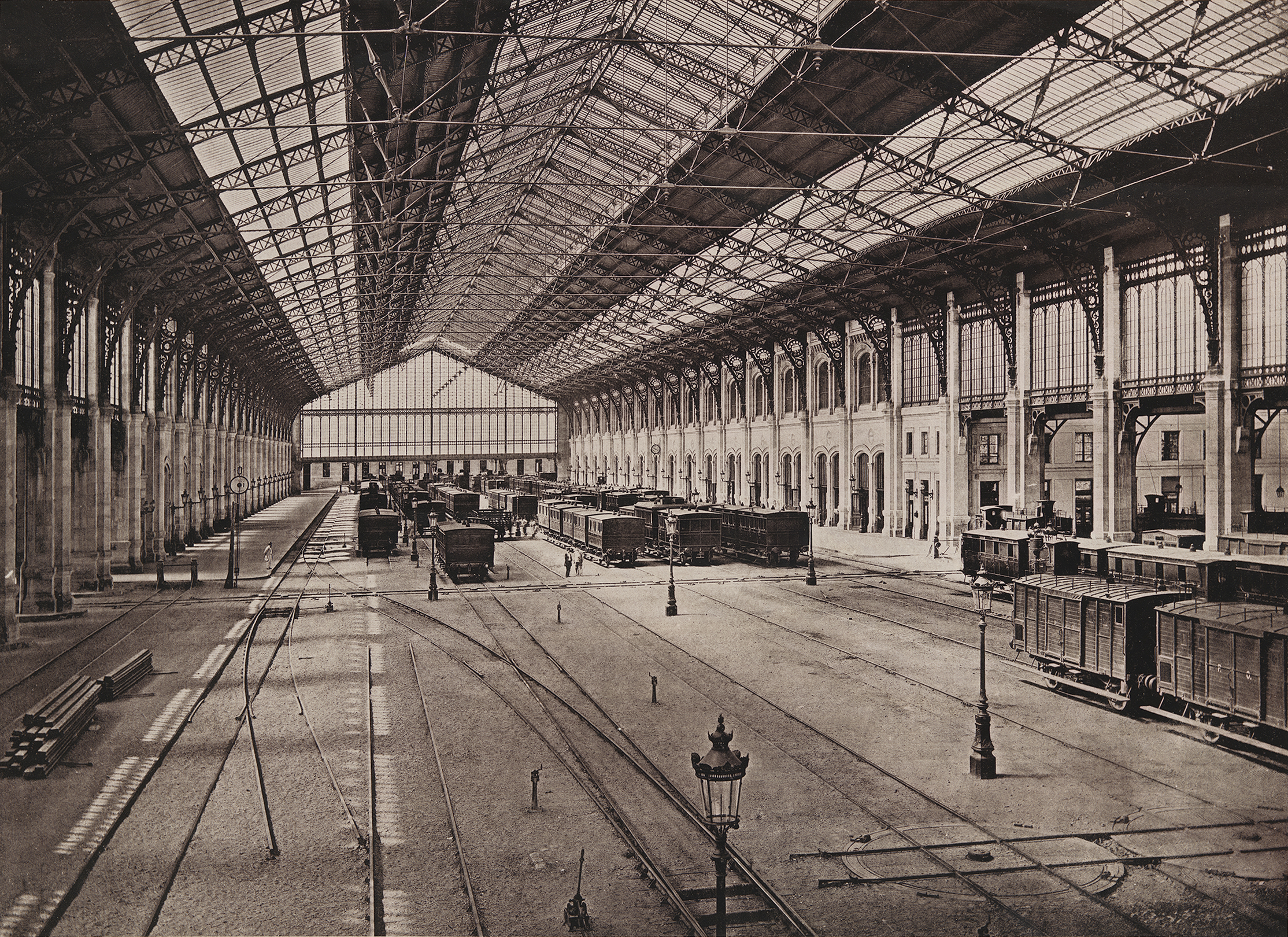
۱۸۸۳
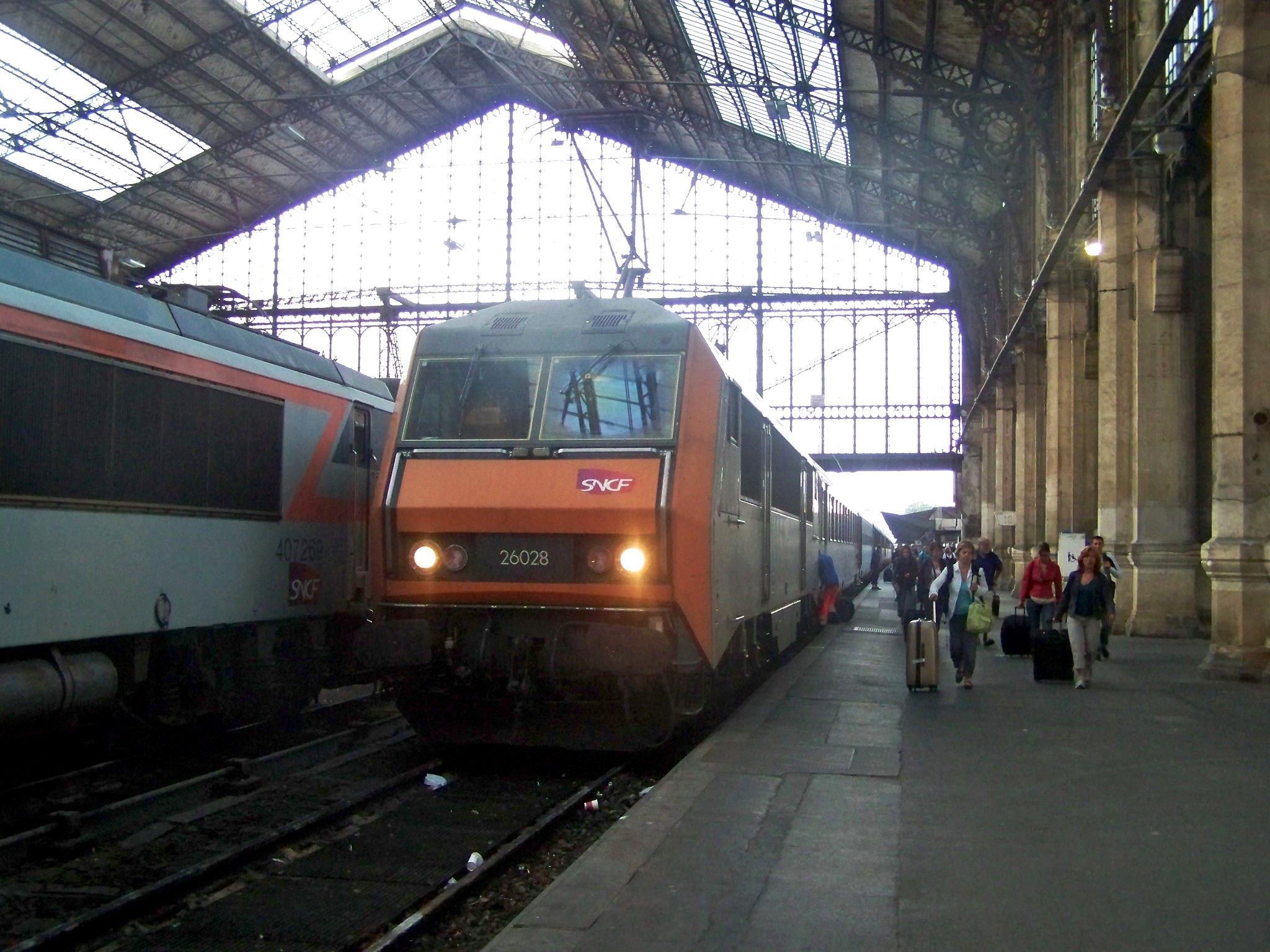
۲۰۱۰
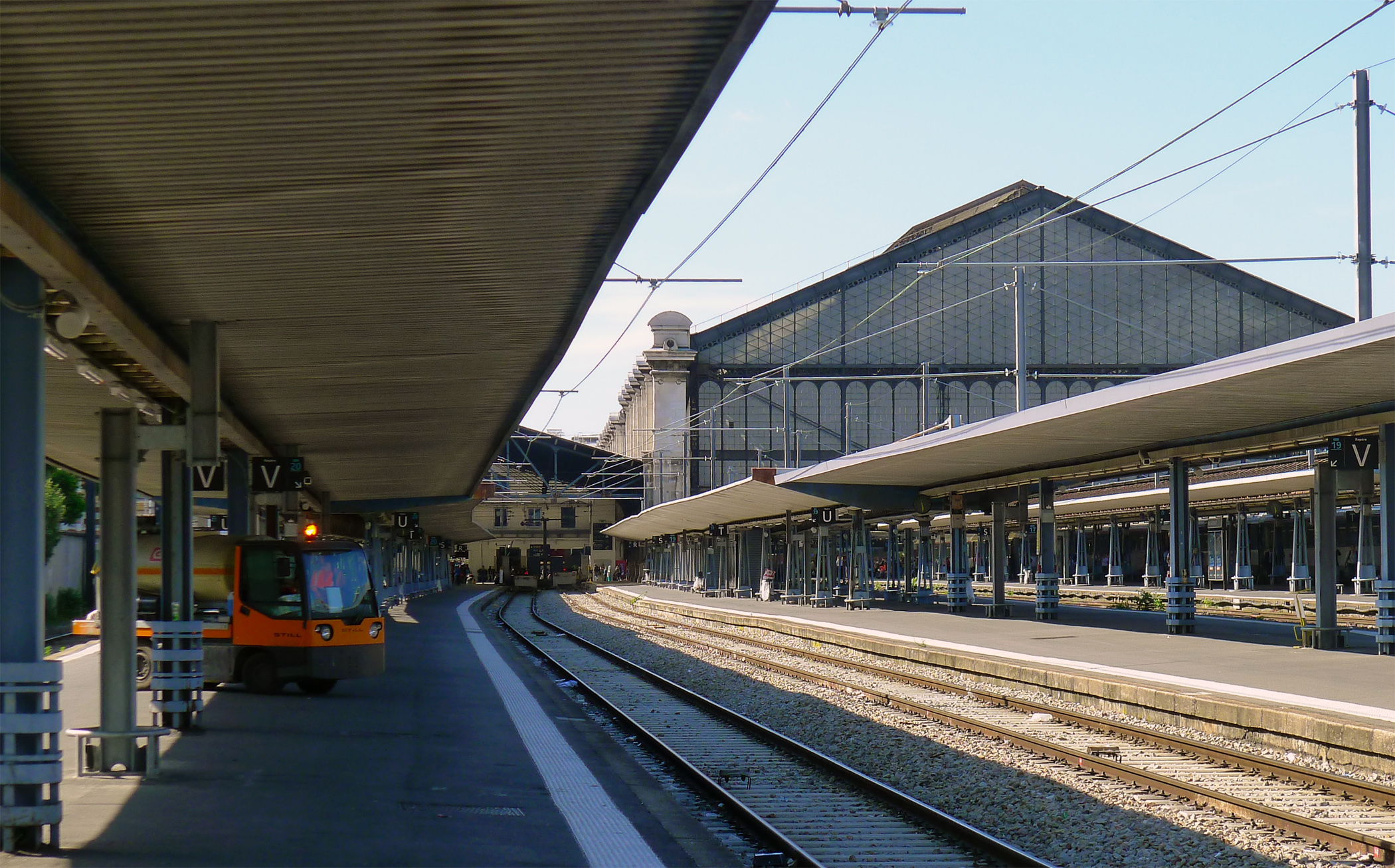
۲۰۱۵